# نذیر احمد حنفی
نذیر احمد حنفی (زاده ۱۳۳۸ ولسوالی گذره - ولایت هرات) سیاستمدار افغانستانی و نماینده مردم ولایت هرات در دوره‌های پانزدهم و شانزدهم مجلس نمایندگان است. وی در مجلس شانزدهم نمایندگان افغانستان عضو کمیسیون امور تقنینی می‌باشد.

## زندگی‌نامه
نذیر احمد حنفی زاده ۱۳۳۸ از ولسوالی گذره ولایت هرات است. وی تحصیلات دینی خود را در مدرسه اسلامی جامی هرات در سال ۱۳۵۸ در بخش علوم دینی، قانون و علوم سیاسی به اتمام رسانید. وی همچنین مقالات و آثار متعددی در خصوص مسائل دینی به چاپ رسانیده‌است.

## دیگر فعالیت‌ها
دیگر فعالیت‌های وی:
- فرمانده جهادی.
- عضو شورای اجراییه امارت عمومی حوزه جنوب غرب.
- عضو شورای تصمیم‌گیری هرات.
- عضو و رئیس شورای سراسری علمای افغانستان.
- عضو لویه جرگه قانون اساسی.
- عضو مجلس نمایندگان در دوره‌های پانزدهم و شانزدهم.